# 邓宏魁
邓宏魁，男，美籍生命科学家，北京大学生命科学学院教授。

## 生平
1984年毕业于武汉大学，获理学学士学位。1987年毕业于上海第二医科大学，获理学硕士学位。1990年至1995年在美国加州大学洛杉矶分校深造，获博士学位。1995年至1997年在纽约大学医学中心从事博士后研究。1998年至2000年在美国麻省ViaCell公司担任分子生物学主任。2000年受聘北京大学生命学院教授长江特聘讲座教授。2001年4月回国后建立了北京大学细胞分化与细胞工程实验室，专门从事细胞分化、细胞工程及其医学应用研究。2003年非典“肆虐中国的时候，邓宏魁带领课题组完成了“基于假病毒模型的抗体分析与检测以及抗病毒药物筛选”的抗非研究。
2013年，邓宏魁主持的团队用四个小分子化合物让成体细胞“返老还童”，复活了“多潜能性”，它们可以继续分化为有具体功能的细胞或其他器官。
2015年1月31日，邓宏魁团队研究论文——《利用细胞重编程方法将人成纤维细胞转分化为具有药物代谢功能的肝脏细胞》荣获美国《细胞》出版社评选的干细胞领域“2014中国年度论文”。
2019年10月，中国的邓宏魁研究组、陈虎研究组和吴昊研究组合作，在《新英格兰医学杂志》发表了题为《利用CRISPR基因编辑的成体造血干细胞在患有艾滋病合并急性淋巴细胞白血病患者中的长期重建》的研究论文，这是世界首例通过基因编辑干细胞治疗艾滋病和白血病患者的案例。
2024年获得未来科学大奖生命科学奖。